# Ernest Thierry Anang
Ernest Thierry Anang ou simplement Thierry Anang, né le 7 décembre 1994, est un footballeur camerounais. Il évolue au poste d'attaquant à Amanat Baghdad SC.

## Biographie

### En club
Ernest Thierry Anang commence sa carrière de footballeur avec le club camerounais de la Panthère du Ndé.
Lors du mercato estival 2013, il s'engage avec l'équipe tunisienne de l'Espérance sportive de Tunis. Il y passe deux saisons durant lesquelles il ne tape pas dans l'œil des entraîneurs qui se sont succédé. Par ailleurs, pour deux saisons de suite, il est prêté au Stade tunisien à deux reprises (pour six mois puis pour une année).
Le 5 septembre 2015, il trouve un accord avec son club pour la résiliation du contrat qui liait les deux parties jusqu’en juin 2017.
Annoncé du côté de l'USM Blida après avoir rencontré son président, il tente finalement de relancer sa carrière en restant en Tunisie et en signant en faveur de l'Étoile sportive de Métlaoui.

## Clubs
- 2012-2013 : Panthère du Ndé ( Cameroun)
- 2013-2015 : Espérance sportive de Tunis ( Tunisie)
  - 2014-2015 : → Stade tunisien ( Tunisie)
- 2015-2016 : Étoile sportive de Métlaoui ( Tunisie)
- 2016-2017 Avenir sportif de la Marsa ( Tunisie)
- 2017-2018 : Safa Beyrouth SC ( Liban)
- 2019 : Al Shabab ( Bahreïn)
- 2019-2020 : Al-Ahli ( Bahreïn)
- 2020-2021 : Al-Rustaq Club ( Oman)
- 2021-202. : Al Thuqbah ( Arabie saoudite)